# Chelonus beyarslani
Chelonus beyarslani är en stekelart som beskrevs av Aydogdu 2008. Chelonus beyarslani ingår i släktet Chelonus och familjen bracksteklar. Inga underarter finns listade i Catalogue of Life.